# Аридниця сивожилкова
Аридниця сивожилкова (Syntrichia caninervis) — вид мохів порядку потіальних (Pottiales).
Аридниця сивожилкова вважається найперспективнішою рослиною-екстремофілом для тераформування та колонізації Марса та інших позаземних територій, задля утворення біомаси та кисню.

## Поширення
Батьківщиною є Європа, Північна Африка, Північна Америка, Азія, субантарктичні острови.
Населяє ґрунти, пустелі та степи, часто утворюють широкі килими; від помірних до високих висот.

## Характеристика

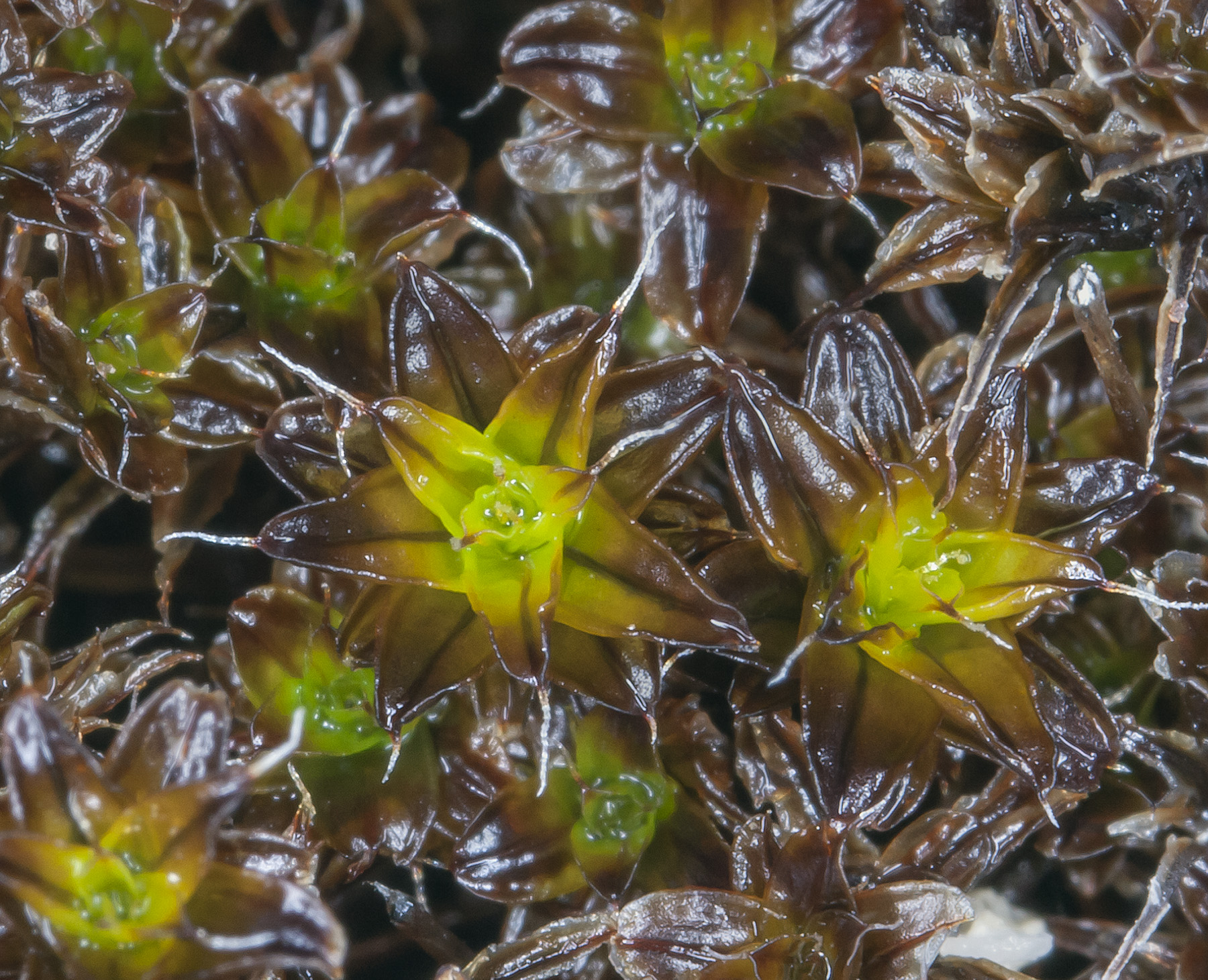

Стебла 3–20 мм. Листки складчасті й черепитчасті, не слабко скручені навколо стебла, коли сухі, прямовисні, коли вологі, яйцювато-лопатчаті, 1–2.5 × 0.6–1.2 мм, 2-шаруваті або товщі, поля цільні; верхівки від гострих до загострених. Вид дводомний. Коробочкові ніжки 6–15 мм, коричневі. Коробочка червона, 2.5–3.2 мм, пряма або злегка зігнута, з чітко вираженою шийкою. Спори 7–8 мкм, злегка бородавчасті.

## Особливості
- Надзвичайна стійкість до висихання: відновлюється протягом секунд після втрати >98% води.
- Надзвичайна морозостійкість: витримує наднизьку температуру −196°C. Повністю сухі (0%–2% води) і повністю наповнені водою (100%) рослини витримують температуру до -80°C протягом 3-5 років, і до -196°C протягом 15-30 днів.
- Надстійкість до гамма-випромінювання: напівлетальна доза оцінюється в 5000 Гр.
- Цей пустельний мох може виживати та підтримувати життєздатність у імітованих умовах Марса.[2]